# Castle Valley
Castle Valley är en kommun (town) i Grand County i Utah. Vid 2010 års folkräkning hade Castle Valley 319 invånare.